# L'govskij rajon
Il L'govskij rajon (in russo Льговский район?) è un rajon dell'Oblast' di Kursk, nella Russia europea; il capoluogo è L'gov. Fondato nel 1928, ricopre una superficie di 1.080 chilometri quadrati.